# 118 Eskadra IAF

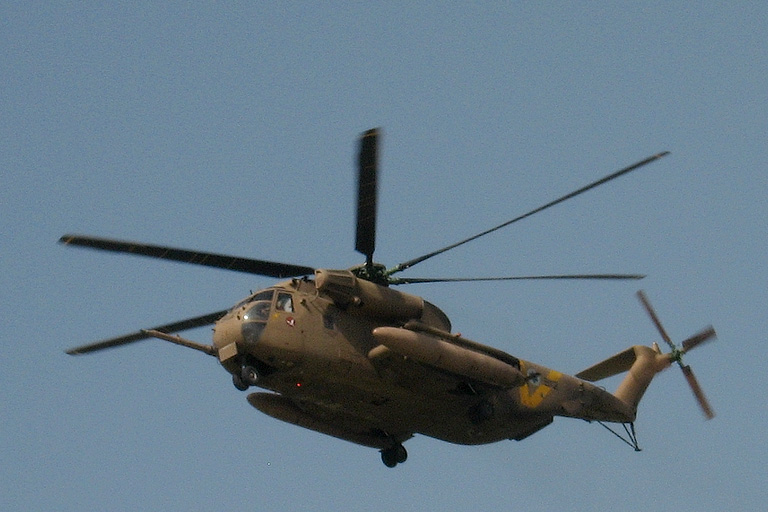
S-65 Yas’ur

118 Eskadra (Nocne Ptaki Drapieżne) – helikopterowa eskadra Sił Powietrznych Izraela, bazująca w Tel Nof w Izraelu.

## Historia
Eskadra została sformowana w październiku 1969 i składała się z ciężkich helikopterów transportowych S-65. Podczas wojny Jom Kipur w 1973 helikoptery odegrały ważną rolę transportując wojsko i artylerię do najbardziej zagrożonych regionów walk.
Podczas II wojny libańskiej w 2006 helikoptery 114 Eskadry wzięły udział w operacjach bojowych w południowym Libanie.

## Wyposażenie
Na wyposażeniu 118 Eskadry znajdują się następujące helikoptery:
- ciężkie helikoptery transportowe S-65-C3.